# L'État, c'est moi

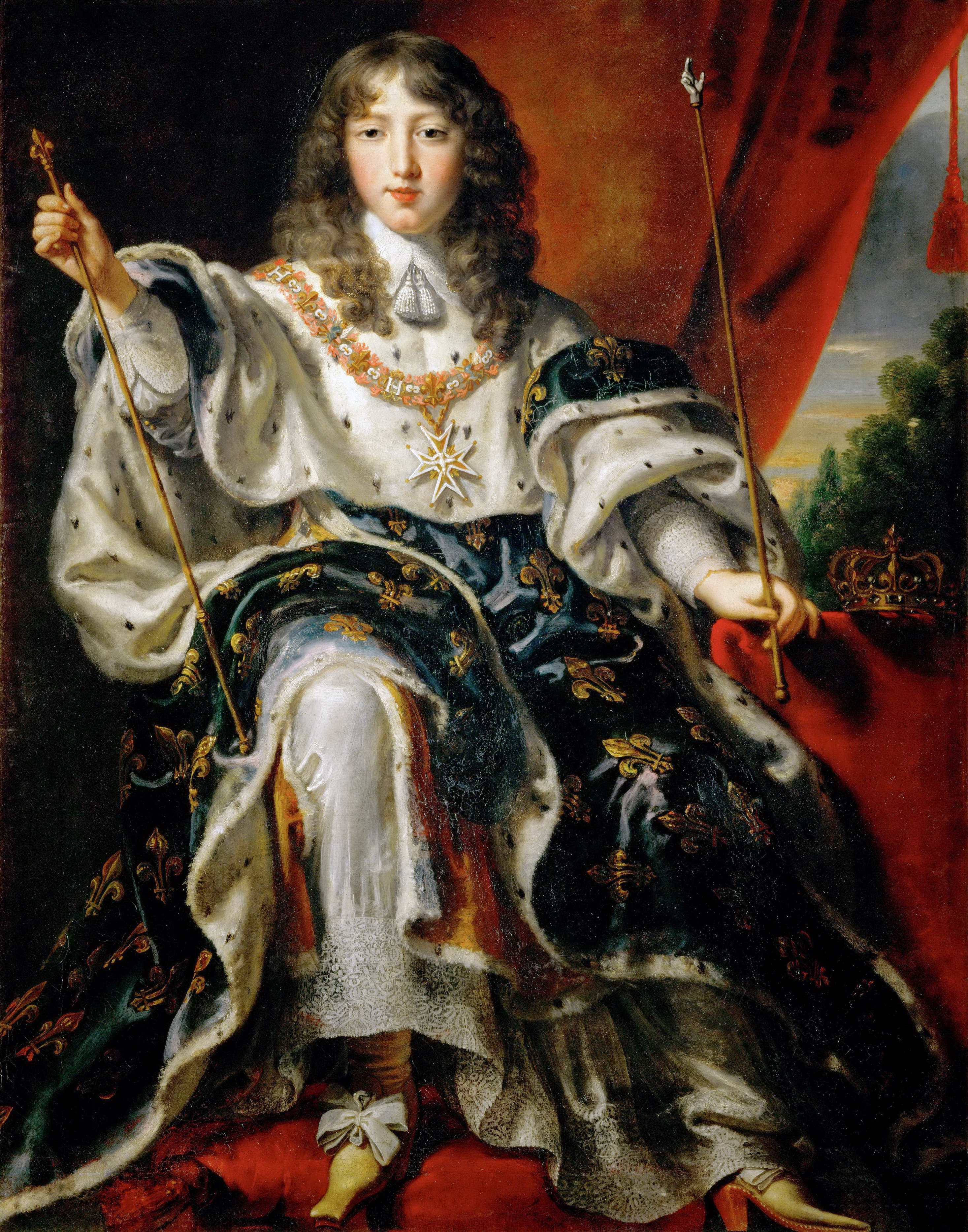
Luís XIV por Juste d'Egmont, 1654

L'État, c'est moi ("Eu sou o estado", lit. "o estado, esse sou eu") é um ditado apócrifo atribuído a Luís XIV, Rei da França e Navarra. Alegadamente foi dito em 13 de abril de 1655 perante o Parlamento de Paris. Supõe-se que recorde a primazia da autoridade real num contexto de desafio ao Parlamento, que contesta os decretos reais proferidos em lit de Justice em 20 de março de 1655. A frase simboliza a monarquia absoluta e o absolutismo.
No entanto, os historiadores contestam que esta frase, que não consta dos registros do parlamento, tenha sido realmente dita por Luís XIV, especialmente porque no seu leito de morte, Luís XIV pronunciou uma frase, atestada, aparentemente contraditória: "Eu morro, mas o estado sempre permanecerá."
A origem da frase é atribuída a Pierre-Édouard Lémontey em seu "Essai sur l'établissement monarchique de Louis XIV et sur les altérations qu'il éprouva pendant la vie de ce prince" (1818), que escreve: “O Alcorão da França estava contido em quatro sílabas e Luís XIV as pronunciou um dia: “L'État, c'est moi!”. Como apontam Olivier Chaline e Edmond Dziembowski, “se o falsificador está hoje bem esquecido, a sua invenção não acabou de ser utilizada...".